# Экономика Италии
Экономика Италии — развитая экономика страны-члена Евросоюза. ВВП на душу населения по ППС в 2023 году составлял 97 % от среднего уровня по Евросоюзу, в то время как номинальный ВВП на душу населения — 93,97 %. Экономика Италии постиндустриальная, 8-я по величине номинального ВВП в мире. Это третья по величине экономика еврозоны с момента её создания.
Денежная единица — евро (с 2002 года).
Для экономики страны традиционно характерны большие региональные различия по уровню доходов и экономической специализации: промышленно развитым индустриальным и постиндустриальным очагам на севере страны противостоят отсталый кризисный юг с высокой долей теневой экономики и стагнирующие центральные регионы.
Несмотря на важные экономические достижения, экономика страны сегодня страдает от структурных и неструктурных проблем. Годовые темпы роста в последние десятилетия часто были ниже среднего показателя по ЕС. Италия особенно сильно пострадала от мирового финансового кризиса конца 2000-х годов. Огромные государственные расходы, начиная с 1980-х годов, привели к резкому росту государственного долга.

## Общие сведения
Преимущественно индустриальный и высокоразвитый север и бедный, аграрный юг.
Ведущие отрасли промышленности: машиностроение, металлургия, химическая и нефтехимическая, лёгкая и пищевкусовая.
Бо́льшая часть территории непригодна для сельского хозяйства, страна является импортёром продовольствия.
Италия входит в число крупнейших производителей и поставщиков на мировой рынок автомобилей, велосипедов и мопедов, тракторов, стиральных машин и холодильников, радиоэлектронной продукции, промышленного оборудования, стальных труб, пластмасс и химических волокон, автомобильных шин, а также готовой одежды и кожаной обуви,
Крупное производство цемента, натуральных эссенций и эфирных масел из цветов и фруктов, художественных изделий из стекла и фаянса, ювелирных изделий.
Пищевая промышленность производит сыры, макароны, оливковое масло, вина, фруктовые и томатные консервы.
Добыча пиритов, руд ртути, природного газа, калийной соли, доломитов, асбеста. Из-за высокой плотности населения в современной Италии остро стоит вопрос переработки отходов (см. Мусорный кризис в Италии).
Уровень жизни в Италии имеет значительный разрыв между севером и югом: средний ВВП на душу населения в Северной Италии значительно превышает средний показатель по ЕС, а в некоторых регионах и провинциях на юге Италии он значительно ниже среднего; в Центральной Италии ВВП на душу населения средний. В последние годы рост ВВП на душу населения в Италии медленно приближался к среднему показателю еврозоны, в то время как уровень занятости все ещё отстает. Однако экономисты оспаривают официальные данные, из-за обширной теневой экономики в стране (среди европейских стран с высоким уровнем доходов только в Греции она выше), и большого количества неформальных рабочих мест (по оценкам, от 10 % до 20 % рабочей силы), которые понижают реальный уровень экономически не активного населения и уровень безработицы. Теневая экономика широко распространена на юге Италии, но по мере продвижения на север она становится менее интенсивной. В реальных экономических условиях Южная Италия почти соответствует уровню Центральной Италии.
Другой перманентной экономической проблемой являться то, что итальянцы являются второй по старости нации в мире (после Японцев) и одной из самых быстро стареющих в мире (по состоянию на 1 января 2022 года 23,8 % населения Италии было старше 65 лет).
Также в Италии по состоянию на 1 января 2022 года насчитывается 5 030 716 иммигрантов, что составляет всего только около 10,6 % от общей численности населения страны, что являться крайне низким показателем среди развитых стран. Причиной может быть то, что Италия как страна юга Европы экономически не так привлекательна для потенциальных иммигрантов, как соседние более богатые страны Европы, в немалой степени из-за перманентного экономического застоя и демографического старения населения.
К традиционно слабым сторонам экономики Италии относится и преобладание небольших, крайне обременённых долговыми обязательствами «внутрисемейных» фирм при довольно острой нехватке крупного корпоративного капитала.
С 1 января 1995 года является членом ВТО.

## История
В Античный период и Средние века территория Италии была одни из наиболее экономически развитых регионов Европы, однако в период промышленной революции сильно отстала от Великобритании, Франции и Германии, причиной чему было раздробленность, перенаселённость и бедная сырьевая база. Развитие промышленности и торговли началось в середине XIX века, в основном благодаря усилиям графа Кавура, также он был основным идеологом объединения Италии в 1861 году. Спустя несколько месяцев после создания Королевства Италия Кавур умер, после чего темп развития резко упал. Индустриализация Италии началась лишь в 1890 году.
В 1922 году правительство Италии возглавил Бенито Муссолини. Под его руководством началась масштабная программа модернизации сельского хозяйства, символом которой стало осушение Понтинских болот. Чтобы избежать краха финансовой системы в результате Великой депрессии в 1933 году был создан Istituto per la Ricostruzione Industriale (IRI, Институт промышленного восстановления), который начал скупать принадлежавшие банкам доли в промышленных предприятиях, а позже сами банки и обанкротившиеся частные компании. Уже к 1935 году IRI контролировал три четверти итальянской промышленности и сельскохозяйственных предприятий, по доли участия государства в экономике Италия уступала лишь СССР, однако роль IRI сводилась к финансовому и административному контролю, в производственном отношении предприятия имели самостоятельность.
За годы Второй мировой войны транспортная инфраструктура и жилой фонд сильно пострадали, экономические проблемы усугублялись финансированием военных расходов эмиссией бумажных денег, в период с 1938 по 1945 году денежная масса в обращении выросла в 18 раз, однако инфляция сдерживалась государственным регулированием цен. После окончания войны правительство отменило регулирование цен, но, в отличие от ФРГ, не стало проводить денежную реформу; хотя большая часть излишка наличности была поглощена банками, итальянская лира сильно обесценилась.
С 1958 по 1952 год Италия получила от США 1,5 млрд долларов по Плану Маршалла. В 1950 году была проведена земельная реформа, земельные участки крупных землевладельцев были распределены между крестьянами; этой реформой правительство, в частности, надеялось решить проблему отсталого и бедного юга страны. В 1957 году Италия выступила соучредителем Европейского экономического сообщества. С середины 1950-х годов в Италии наблюдались высокие темпы экономического роста, что получило название Итальянского экономического чуда. Особенно быстро развивались сталелитейное производство, машиностроение, нефтеперерабатывающая и нефтехимическая отрасли промышленности. В этот период окрепли такие концерны, как FIAT (автомобилестроение), Eni (нефтегазовая промышленность), Pirelli (производство шин) и Italcementi (строительство дорог); в то же время государственное вмешательство оставалось на высоком уровне, IRI продолжало оставаться очень влиятельной организацией.
Период быстрого экономического роста закончился в конце 1960-х годов, следующий период в истории Италии получил название «Свинцовые семидесятые», его основными чертами были уличные беспорядки и рост экстремизма, одним из первых проявлений стала серия забастовок в «жаркую осень» 1969 года. Поскольку Италия является крупным импортёром нефти, нефтяной кризис 1973 года сильно ухудшил экономическое положение страны. Экономика в этот период находилась в стагнации, основными проблемами были инфляция и высокий дефицит государственного бюджета, достигавший 10 % ВВП.
Экономический кризис удалось преодолеть только к 1983 году благодаря жёстким мерам, таким как урезание бюджетных расходов и индексации зарплат. Конец 1980-х годов итальянские СМИ называли Il sorpasso (обгон), поскольку в 1987 году Италии по номинальному ВВП удалось обогнать Великобританию и выйти на 6-е место в мире, а в 1991 году обогнать также Францию и, с учётом распада СССР, выйти на 4-е место (после США, Японии и ФРГ). Основным двигателем экономического роста в этот период было развитие предприятий малого и среднего бизнеса в лёгкой промышленности, также резко выросла рыночная капитализации Миланской фондовой биржи. Однако проблемы удалось преодолеть лишь на короткий период времени и в значительной мере за счёт роста государственного долга (к 1992 году он достиг 125 % ВВП). Системные проблемы в политике и экономике вскрыла операция «Чистые руки».
Дальнейшее урезание расходов бюджета и повышение налогов привели к рецессии, для преодоления которой правительство начало приватизацию; помимо экономических причин у приватизации были и политические — соответствие нормам Евросоюза по экономическим показателям и свободе конкуренции. Особенностью Италии была очень высокая роль государства в банковском секторе (в начале 1990-х годов на государственные банки приходилось 80 % депозитов и 90 % кредитов), на госпредприятиях трудилось 16 % рабочих и производилось 19 % продукции, треть из 50 крупнейших компаний страны были государственными. В то же время многие госпредприятия были убыточными и имели большие долги, только у предприятий под контролем IRI суммарный долг составлял 5 % ВВП страны. К 1995 году были приватизированы 16 промышленных компаний, 3 банка и 1 страховая компания, а во второй половине 1990-х годов на бирже были размещены акции крупнейших компаний страны — Enel и Eni. В 2002 году IRI прекратил существование.
Вхождение в Еврозону негативно сказалось на росте ВВП Италии. Между 1999 и 2015 годами рост реального ВВП практически отсутствовал, а за период с 2008 по 2016 годы включительно сократился на 7 %, экономика Италии сильно пострадала от мирового экономического кризиса 2008 года, также ощутила на себе европейский долговой кризис. За счёт массового притока мигрантов из стран Африки, Румынии, Албании и Латинской Америки население страны, по данным официальной статистики, увеличилось на 4,0 млн человек, что привело к существенному падению среднего подушевого дохода и общего уровня жизни населения даже в условиях нулевого роста ВВП. B результате, в 2016 году ВВП страны откатился к уровню 1995 года, который был пиковым для современной экономической истории Италии.
Из-за распространения пандемии COVID-19, в 2020 году наблюдалось падение ВВП на 8,9 %, однако в 2021 году рост ВВП составил 6,6 %, что стало самым высоким показателем с 1976 года.
13 июля 2021 года Европейский союз одобрил финансирование национального плана восстановления Италии после пандемии коронавируса (National Recovery and Resilience Plan (NRRP)) в размере 194,4 млрд евро. Из них 71,8 млрд евро в виде грантов, 122,6 млрд евро в виде займов под низкий процент. План включает реформы в сфере конкуренции, публичных закупок, управление водными ресурсами. План действует до августа 2026 года.

## Статистика
В следующей таблице показаны основные экономические показатели за 1980—2023 годы. Инфляция менее 2 % обозначена зелёной стрелкой.
| Год  | ВВП (ППС) (в млрд евро) | ВВП на душу населения (ППС) (в евро) | Рост ВВП (реальный) | Уровень инфляции (в процентах) | Безработица (в процентах) | Государственный долг (в процентах от ВВП) |
| ---- | ----------------------- | ------------------------------------ | ------------------- | ------------------------------ | ------------------------- | ----------------------------------------- |
| 1980 | 614                     | 10 900                               | ▲3,1 %              | ▲21,8 %                        | 7,4 %                     | н/д                                       |
| 1981 | ▲664                    | ▲11 760                              | ▲-1,2 %             | ▲19,5 %                        | ▲7,6 %                    | н/д                                       |
| 1982 | ▲708                    | ▲12 530                              | ▲0,4 %              | ▲16,5 %                        | ▲8,3 %                    | н/д                                       |
| 1983 | ▲745                    | ▲13 160                              | ▲1,2 %              | ▲14,7 %                        | ▼7,4 %                    | н/д                                       |
| 1984 | ▲796                    | ▲14 080                              | ▲3,2 %              | ▲10,7 %                        | ▲7,8 %                    | н/д                                       |
| 1985 | ▲844                    | ▲14 920                              | ▲2,8 %              | ▲9,0 %                         | ▲8,2 %                    | н/д                                       |
| 1986 | ▲886                    | ▲15 660                              | ▲2,9 %              | ▲5,8 %                         | ▲8,9 %                    | н/д                                       |
| 1987 | ▲937                    | ▲16 560                              | ▲3,2 %              | ▲4,7 %                         | ▲9,6 %                    | н/д                                       |
| 1988 | ▲1010                   | ▲17 860                              | ▲4,2 %              | ▲5,1 %                         | ▲9,7 %                    | 95,9 %                                    |
| 1989 | ▲1090                   | ▲19 170                              | ▲3,4 %              | ▲6,2 %                         | ▬9,7 %                    | ▲98,6 %                                   |
| 1990 | ▲1150                   | ▲20 280                              | ▲2,1 %              | ▲6,4 %                         | ▼8,9 %                    | ▲101,9 %                                  |
| 1991 | ▲1210                   | ▲21 250                              | ▲1,4 %              | ▲6,2 %                         | ▼8,5 %                    | ▲105,5 %                                  |
| 1992 | ▲1240                   | ▲21 900                              | ▲0,8 %              | ▲5,0 %                         | ▲8,8 %                    | ▲113,2 %                                  |
| 1993 | ▲1260                   | ▲22 210                              | ▼−0,9 %             | ▲4,5 %                         | ▲9,8 %                    | ▲124,3 %                                  |
| 1994 | ▲1320                   | ▲23 170                              | ▲2,2 %              | ▲4,2 %                         | ▲10,6 %                   | ▲131,1 %                                  |
| 1995 | ▲1380                   | ▲24 330                              | ▲2,9 %              | ▲5,4 %                         | ▲11,1 %                   | ▼119,4 %                                  |
| 1996 | ▲1430                   | ▲25 080                              | ▲1,2 %              | ▲4,0 %                         | ▬11,2 %                   | ▼119,1 %                                  |
| 1997 | ▲1480                   | ▲25 960                              | ▲1,8 %              | ▲1,8 %                         | ▬11,2 %                   | ▼116,8 %                                  |
| 1998 | ▲1520                   | ▲26 710                              | ▲1,8 %              | ▲2,0 %                         | ▲11,3 %                   | ▼114,1 %                                  |
| 1999 | ▲1570                   | ▲27 530                              | ▲1,6 %              | ▲1,7 %                         | ▼10,9 %                   | ▼113,3 %                                  |
| 2000 | ▲1660                   | ▲29 210                              | ▲3,8 %              | ▲2,6 %                         | ▼10,1 %                   | ▼109,0 %                                  |
| 2001 | ▲1730                   | ▲30 430                              | ▲2,0 %              | ▲2,3 %                         | ▼9,1 %                    | ▼108,9 %                                  |
| 2002 | ▲1760                   | ▲30 970                              | ▲0,3 %              | ▲2,6 %                         | ▼8,6 %                    | ▼106,4 %                                  |
| 2003 | ▲1800                   | ▲31 520                              | ▲0,1 %              | ▲2,8 %                         | ▼8,5 %                    | ▼105,5 %                                  |
| 2004 | ▲1880                   | ▲32 580                              | ▲1,4 %              | ▲2,3 %                         | ▼8,0 %                    | ▼105,1 %                                  |
| 2005 | ▲1950                   | ▲33 630                              | ▲0,8 %              | ▲2,2 %                         | ▼7,8 %                    | ▲106,6 %                                  |
| 2006 | ▲2050                   | ▲35 130                              | ▲1,8 %              | ▲2,2 %                         | ▼6,9 %                    | ▲106,7 %                                  |
| 2007 | ▲2130                   | ▲36 480                              | ▲1,5 %              | ▲2,0 %                         | ▼6,2 %                    | ▼103,9 %                                  |
| 2008 | ▲2150                   | ▲36 520                              | ▼−1,0 %             | ▲3,5 %                         | ▲6,8 %                    | ▲106,2 %                                  |
| 2009 | ▼2050                   | ▼34 560                              | ▼−5,3 %             | ▲0,8 %                         | ▲7,9 %                    | ▲116,6 %                                  |
| 2010 | ▲2110                   | ▲35 420                              | ▲1,7 %              | ▲1,6 %                         | ▲8,5 %                    | ▲119,2 %                                  |
| 2011 | ▲2170                   | ▲36 250                              | ▲0,7 %              | ▲2,9 %                         | ▲8,6 %                    | ▲119,7 %                                  |
| 2012 | ▬2170                   | ▼36 140                              | ▼−3,0 %             | ▲3,3 %                         | ▲10,9 %                   | ▲126,5 %                                  |
| 2013 | ▼2190                   | ▲36 290                              | ▼−1,8 %             | ▲1,2 %                         | ▲12,4 %                   | ▲132,5 %                                  |
| 2014 | ▲2200                   | ▲36 460                              | ▬0,0 %              | ▲0,2 %                         | ▲12,8 %                   | ▲135,4 %                                  |
| 2015 | ▲2240                   | ▲37 180                              | ▲0,8 %              | ▼0,1 %                         | ▼12,0 %                   | ▼135,3 %                                  |
| 2016 | ▲2420                   | ▲40 230                              | ▲1,3 %              | ▼−0,1 %                        | ▼11,7 %                   | ▼134,8 %                                  |
| 2017 | ▲2530                   | ▲42 110                              | ▲1,7 %              | ▲1,3 %                         | ▼11,3 %                   | ▼134,2 %                                  |
| 2018 | ▲2610                   | ▲43 540                              | ▲0,9 %              | ▲1,2 %                         | ▼10,6 %                   | ▲134,5 %                                  |
| 2019 | ▲2790                   | ▲46 590                              | ▲0,5 %              | ▲0,6 %                         | ▼9,9 %                    | ▼134,2 %                                  |
| 2020 | ▼2640                   | ▼44 280                              | ▼-8,9 %             | ▼-0,1 %                        | ▼9,4 %                    | ▲154,3 %                                  |
| 2021 | ▲2980                   | ▲50 380                              | ▲8,9 %              | ▲1,9 %                         | ▲9,5 %                    | ▼145,7 %                                  |
| 2022 | ▲3350                   | ▲56 770                              | ▲4,8 %              | ▲8,7 %                         | ▼8,1 %                    | ▼138,3 %                                  |
| 2023 | ▲3500                   | ▲59 260                              | ▲0,7 %              | ▼5,9 %                         | ▼7,7 %                    | ▼134,6 %                                  |
| 2024 | ▲3610                   | ▲61 170                              | ▬0,7 %              | ▼1,1 %                         | ▼6,6 %                    | ▲135,3 %                                  |

### ВВП
В 2023 году номинальный ВВП Италии составил 2,085 трлн евро. Распределение ВВП по отраслям:
- сельское хозяйство, лесничество и рыбный промысел — 40 млрд евро (1,9 %);
- горнодобывающая промышленность, промышленное производство и коммунальные услуги — 328 млрд евро (15,7 %);
- строительство — 99 млрд евро (4,7 %);
- оптовая и розничная торговля, ремонт транспортных средств — 230 млрд евро (11 %);
- транспортные и складские услуги — 98 млрд евро (4,7 %);
- гостинично-ресторанный бизнес — 75 млрд евро (3,6 %);
- информационные и телекоммуникационные услуги — 67 млрд евро (3,2 %);
- финансовые и страховые услуги — 112 млрд евро (5,4 %);
- недвижимость — 239 млрд евро (11,5 %);
- профессиональные, научные, технические и управленческие услуги — 179 млрд евро (8,6 %);
- госаппарат, оборона и соцобеспечение — 111 млрд евро (5,3 %);
- образование — 74 млрд евро (3,5 %);
- здравоохранение — 104 млрд евро (5,0 %);
- художественные, развлекательные и другие услуги — 66 млрд евро (3,2 %).

По состоянию на 2022 год региональное распределение ВВП было следующим: Ломбардия — 442 млрд евро (23 %), Лацио — 213 млрд евро (10 %), Венеция — 181 млрд евро, Эмилия-Романья — 177 млрд евро, Пьемонт — 146 млрд евро, Тоскана — 128 млрд евро, Кампания — 119 млрд евро, Сицилия — 97 млрд евро, Апулия — 85 млрд евро, Лигурия — 54 млрд евро, Трентино-Альто-Адидже — 53 млрд евро, Марке — 46 млрд евро, Фриули-Венеция-Джулия — 43 млрд евро, Сардиния — 38 млрд евро, Калабрия — 36 млрд евро, Абруцци — 34 млрд евро, Умбрия — 24 млрд евро, Базиликата — 15 млрд евро, Молизе — 7 млрд евро, Валле-д’Аоста — 5 млрд евро.
В 2024 году ВВП составил 2 трлн 192 млрд 182 млн евро.

### Производительность труда
Традиционно слабой стороной экономики Италии является и довольно низкая производительность труда, которая с 1970 года стабильно отстаёт от аналогичных показателей стран-соседей (Франции и Германии) в среднем на 25 %. По этой причине, после вступления в еврозону, конкурентоспособность экспортоориентированной продукции Италии на мировом рынке резко упала, приведя в итоге к нулевому, а затем и отрицательному росту ВВП. До вступления в еврозону экономику страны от снижения конкурентоспособности спасала регулярная девальвация лиры, бывшей некогда одной из самых дешевых валют мира.

### Долговая нагрузка
К 2016 году 5 % ВВП страны ежегодно тратилось на выплату процентов по внешнему долгу, незначительно уступая по этому показателю лишь Греции. Итальянская экономика традиционно характеризуется высокой степенью долговой нагрузки, причём эта проблема усугубляется в составе еврозоны, а также из-за сильного старения итальянского населения. В 2007 году внешний долг страны достиг 100 % ВВП.
С 2012 по 2016 год внешний долг увеличился со 123 до 133 % ВВП, уступaя по этому показателю лишь Греции и Японии. В Японии, в отличие от Италии, государственные облигации скупают в основном граждане самой страны. Итальянские облигации из-за и без того сильной закредитованности населения, скупали в основном иностранные инвестиционные компании, в первую очередь из США, что ставит как Италию, так и американские компании во взаиморискованное положение.
На май 2021 года размер внешнего государственного долга Италии составил 2,65 трлн евро. В период пандемии коронавируса к середине 2021 года государственный долг достиг 160 % ВВП.
На декабрь 2022 года общий размер государственного долга составил 2,770 трлн евро. К марту 2023 года госдолг достиг исторического максимума — 2,79 триллиона евро.
Государственный долг Италии является вторым по размеру в еврозоне после Греции.
На март 2024 года государственный долг составляет 137 % от ВВП Италии. Президент Банка Италии Фабио Панетта выступает за постепенное мягкое снижение размера государственного долга, с тем, чтобы сохранялась возможность исполнять социальные обязательства внутри страны. Италия ставит целью к 2026 году снизить размер государственного долга до 135 % от ВВП.
В ноябре 2024 года долг превысил отметку 3 триллиона, составив 3,005 триллиона евро.

### Занятость
На 2020 год число занятых составило 25 630 000 чел. Число занятых на временных работах составило 3 млн чел.
Количество занятых на сентябрь 2022 года составило 23 млн 126 тыс. чел., количество безработных — 1 млн 981 тыс. чел.
В 2023 году количество работников составило 26,6 млн чел. Наибольший рост с 2019 года зафиксирован в частном секторе. Количество работников, родившихся не на территории Европейского союза, увеличилось за этот период на 540 000 чел. 49,3 % от общего количества женщин в стране являлись официально занятыми.
Уровень безработицы на октябрь 2024 года составил 5,8 %.
При этом, происходит старение рабочей силы. За период с января 2005 по январь 2025 года количество работников в возрасте свыше 50 лет увеличилось вдвое с 5 млн чел. до 9 992 000 чел.
Количество работников в возрасте до 35 лет за тот же период снизилось с 7,47 млн чел. до 5,44 млн чел.

## Сельское хозяйство

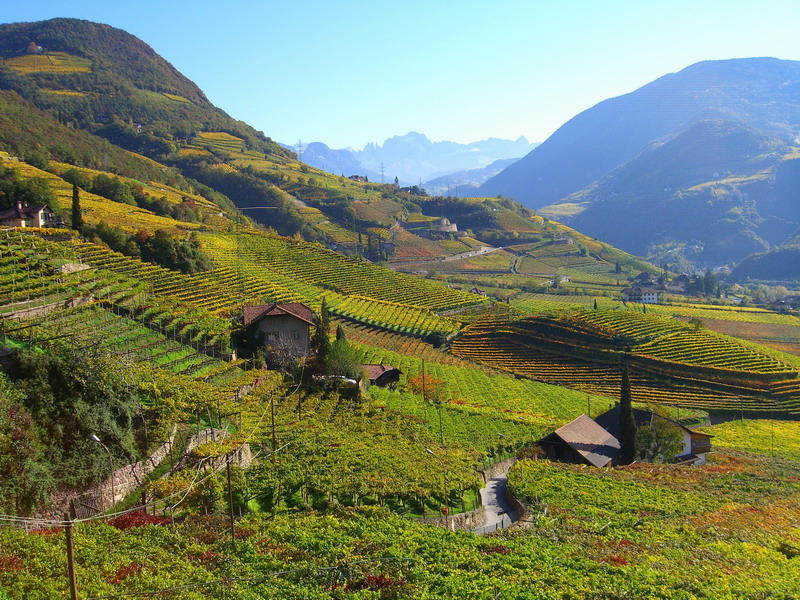
Виноградники в Южном Тироле

Удобные для земледелия равнины занимают лишь четверть территории Италии. В сочетании с высокой плотностью населения это приводит к тому, что со времён Второй мировой войны Италия имеет отрицательный торговый баланс по сельскохозяйственной продукции. Главными источниками импорта являются Франция и Германия.
Высокоинтенсивное сельское хозяйство Италии занимает ведущее положение в Европе по ряду показателей:
выращивание винограда и производство вина (1-е место в мире),
выращивание цитрусовых, томатов и риса (1-е место в Европе),
выращивание пищевых оливок и производство оливкового масла (2-е место),
молока (3-е место).
Италия является крупнейшим в мире импортёром оливкового масла. Основным источником импорта является Испания, а также Греция, Тунис, Португалия и Турция. Большая часть масла расфасовывается и отправляется на экспорт в основном в США, Канаду, Японию и страны Западной Европы. По экспорту оливкового масла Италия на втором месте.
В сельском хозяйстве задействовано 47 % территории, в том числе пахотные земли — 22,8 %, постоянные культуры — 8,6 %, постоянные пастбища — 15,7 %. Леса занимают 31,4 %. Согласно результатам переписи в Италии за 2020 год в сельском хозяйстве было задействовано 12 млн гектаров земли. К крупным хозяйствам (более 100 га) относились 17 340 ферм. На них приходилось 3,3 млн га земли. В категорию 50—100 га попадало 32 тыс. ферм (2,2 млн га), в категорию 10—50 га — 195 тыс. ферм (4,2 млн га), в категорию менее 10 га — 873 тыс. ферм (2,4 млн га). В сельском хозяйстве было занято 1,84 млн человек. Из них 1,13 млн были владельцами ферм. Среди работающих на фермах мужчины составляют 70 %. Среди владельцев ферм 43 % старше 65 лет, столько же в категории от 45 до 64 лет.
В животноводстве занято 208 тыс. ферм, в том числе в разведении крупного рогатого скота — 96 тыс. ферм (6 млн голов), овец — 56 тыс. ферм (7 млн голов), коз — 31 тыс. ферм (1 млн голов), свиней — 38 тыс. ферм (8,7 млн голов), птицы — 57 тыс. ферм (173 млн), кроликов — 15 тыс. ферм (521 тыс.). В пчеловодстве было занято 23 тыс. фермерских хозяйств.
Из злаков основной культурой является пшеница. Твёрдые сорта выращивают на юге Италии, мягкие — на севере. В долине реки По выращивают рис и кукурузу. Италия является крупным экспортёром риса. Важной экспортной культурой являются помидоры. Из постоянных культур наибольшее значение имеют оливки и виноград. На Сицилии широко распространено разведение цитрусовых.
Успехи Италии в сельском хозяйстве тесно связаны с её прочным положением в пищевой промышленности, репутацией производителя и экспортера высококачественных продуктов питания (макаронные изделия, сыры, мясные изделия, вина, соки, минеральная вода, шоколад, соусы). Значительна связь с национальной лёгкой промышленностью за счёт поставок кожи и шерсти.
На общем фоне среди регионов Италии выделяются Кампания, Лацио, Тоскана, Ломбардия, Пьемонт, Венето, в меньшей степени — Сицилия и Сардиния.
Развиты все отрасли животноводства, в частности крупнейшее в Европе поголовье коз, ослов и буйволов. Недостаток лугов и пастбищ затрудняет разведение коров и лошадей.
Негативное влияние на сельское хозяйство оказывает изменение климата. Вследствие этого за период с начала 2015 по сентябрь 2024 года произошло 146 природных стихийных бедствий, в том числе засухи и наводнения. 79 из них произошли в 2023 и 2024 годах. Наибольшее количество случаев произошло в Пьемонте, Эмилии-Романье, Апулии, Сицилии, Венеции и Сардинии.
см. также: Категория:Сельское хозяйство Италии

## Промышленность

### Горнодобывающая промышленность

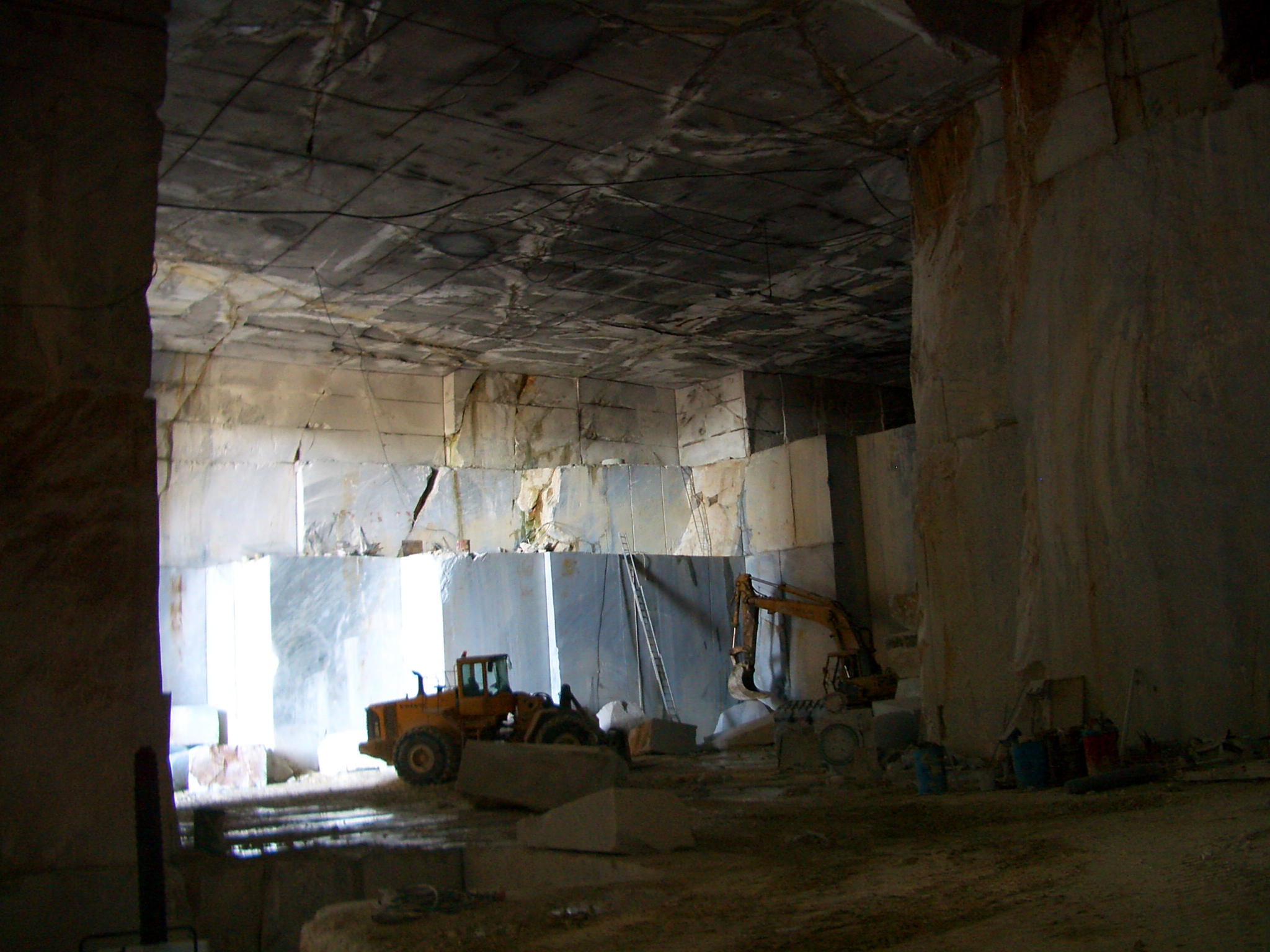
Добыча мрамора ведется в Карраре уже более 2000 лет

Италия имеет мало природных ресурсов, что было сдерживающим фактором развития промышленности. Есть незначительные месторождения железа, угля и нефти. Разведанные запасы природного газа, в основном в долине реки По и в Адриатическом море, выросли в последние годы и представляют собой наиболее важные минеральные ресурсы страны. Большинство сырьевых материалов, необходимых для производства, и более 80 % энергоносителей страна импортирует. В значительных объёмах ведётся добыча каменной соли, пемзы, пуццолана и полевых шпатов, также Италия известна своим мрамором.

### Металлургия
Италия занимает второе место в Евросоюзе по выплавке стали после Германии и 11-е в мире, однако производство неуклонно снижается. В 2023 году в стране было выплавлено 21 млн т стали. Крупнейшим производителем стали является компания Acciaierie d'Italia с металлургическим комбинатом в Таранто (единственным оставшимся из 4 интегрированных металлургических комбинатов Италии); её контрольный пакет акций принадлежит ArcelorMittal. Сталелитейная промышленность работает практически полностью на импортном сырье.
В число крупнейших производителей изделий из стали и чугуна входят Marcegaglia, Lucchini RS и Teksid.

### Промышленное производство

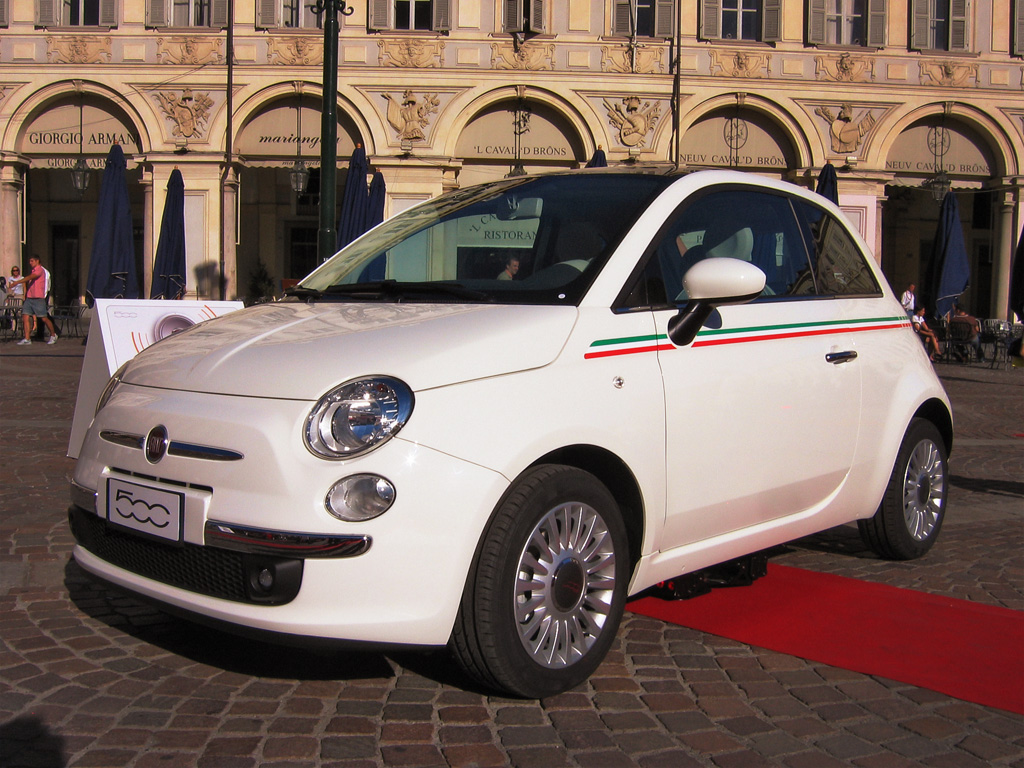
Fiat 500 в Турине

Автомобильная промышленность: в Италии производятся автомобили марок Alfa-Romeo, Fiat и Lancia, спорткары и автомобили премиум-класса таких всемирно известных марок как Ferrari, Lamborghini и Maserati. На территории страны существуют предприятия корпорации Iveco выпускающие коммерческие автомобили. Компании Piaggio, Ducati, Cagiva выпускают мототехнику. Также производятся трактора и прочая сельскохозяйственная техника.
Судостроение: Финкантьери (Fincantieri) — крупнейшее итальянское предприятие в этой области.
Авиастроение: современное авиастроение Италии представлено такими компаниями как Alenia Aermacchi, AgustaWestland и Piaggio Aero.
Производство бытовой техники и приборостроение представлено компаниями Indesit, De’Longhi, Zanussi, Candy и Saeco/Gaggia.
Развитая лёгкая промышленность (в том числе предметы роскоши и высокой моды):
спортивная одежда и экипировка (Diadora, Erreà, Geox, Kappa, Lotto),
одежда, аксессуары и предметы роскоши (Armani, Benetton, Brioni, Bulgari, Diesel, Dolce & Gabbana, Fendi, Gucci, Prada, Stone Island, Versace, Ermenegildo Zegna и др.),
обувь (Berluti, Tod’s),
Оптика (Luxottica).

### Фармацевтическая промышленность
Италия является шестым крупнейшим фармацевтическим рынком в мире, объём продаж медикаментов в стране в 2021 году составлял более 18 млрд евро (из них 13,9 млрд пришлось на рецептурные лекарства). На этом рынке доминируют филиалы транснациональных корпораций, таких как Sanofi, Novartis, Merck & Co, AbbVie, AstraZeneca, Bayer, Boehringer Ingelheim, GlaxoSmithKline. Крупнейшими итальянскими фармацевтическими компаниями являются Menarini Group и Chiesi Farmaceutici. Производство медикаментов в Италии ориентировано на экспорт, который в 2021 год составлял 34 млрд евро. В то же время импорт лекарств также велик (немногим менее 30 млрд евро). Расходы на НИОКР фармпредприятий страны в 2021 году составляли 1,7 млрд евро.

## Энергетика
По состоянию на 2020 год установленная мощность электростанций Италии составляла 121,4 млн кВт (11-е место в мире). Потребление за год составило 286,4 млрд кВт·ч (13-е место в мире), экспорт — 7,6 млрд кВт·ч (23-е место в мире), импорт — 39,8 млрд кВт·ч (3-е место в мире), потери при передаче — 17,7 млрд кВт·ч (23-е место в мире).
В Италии нет действующих атомных электростанций (все имевшихся 4 реактора были остановлены по итогам референдума 1987 года), по установленной мощности наибольшую долю имеют тепловые электростанции на ископаемом топливе (55,9 %), далее следуют гидроэлектростанции (17,5 %), солнечные электростанции (9,2 %), ТЭС на биомассе (8,1 %), ветряные электростанции (6,9 %), геотермальные электростанции (2,2 %), приливные электростанции (0,2 %).
Запасы угля невелики и оцениваются в 17 млн т, собственная добыча составляет 1,5 млн т, а импорт — 8,2 млн т. Запасы нефти оцениваются в 500 млн баррелей, средний уровень добычи в 2021 году составлял 107,7 тыс. баррелей в сутки, что покрывало менее 10 % потребления (1,26 млн баррелей в сутки). Италия имеет избыточные нефтеперерабатывающие мощности (1,6 млн баррелей в сутки), поэтому является значительным экспортёром нефтепродуктов, также развита нефтехимия.
Запасы природного газа также невелики (45,76 млрд м³), при этом потребление составляет 74,3 млрд м³ в год, собственная добыча — 3,89 млрд м³ в год, импорт — 70,9 млрд м³ в год.

## Сфера услуг

### Телекоммуникации
По уровню развития телекоммуникаций Италия занимает одно из ведущих мест в Европе, в стране действует одна из самых прогрессивных волоконно-оптических сетей, также Италия одной из первых начала развитие сети 5G. В 2021 году на 100 жителей приходилось 34 линии стационарной телефонии и 132 подписки на сотовую связь.
По состоянию на сентябрь 2023 года крупнейшими состовыми операторами Италии были Wind Tre (25 % рынка, филиал CK Hutchison Holdings), Telecom Italia Mobile (TIM, 22 %), Vodafone Italy (20 %, филиал Vodafone) и Iliad Italia (15 %, филиал французской Iliad).

### Масс-медиа
Среди средств массовой информации Италии наибольшее значение имеет телевидение, которое служит основным источником новостей для 80 % итальянцев. В этой сфере доминируют государственная телерадиокомпания RAI и медиахолдинг семьи Берлускони Mediaset. Крупнейшим оператором платного телевидения в Италии является Sky Italia, филиал британской компании Sky.
В Италии работают около 2500 коммерческих радиостанций, составляющих конкуренцию радиосети RAI. Популярность газет в Италии ниже, чем в среднем в Евросоюзе, большинство из них региональные, крупнейшими национальными газетами являются Corriere della Sera, La Repubblica, Il Messaggero, La Stampa, Il Sole 24 ore. Главные информационные агентства страны — «АНСА» и Agenzia Giornalistica Italia. Крупнейшим издательством Италии является Arnoldo Mondadori Editore.

### Транспорт
В Италии зарегистрировано 9 авиакомпаний. После банкротства в 2021 году Alitalia национальным авиаперевозчиком страны является ITA Airways. По данным на 2024 год в Италии было 636 аэропортов и 155 гелипортов. За 2023 год через 41 основной аэропорт Италии прошло 197 млн пассажиров, самыми загруженными были Фьюмичино (Рим, 40,5 млн), Мальпенса (Милан, 26,1 млн), Орио-аль-Серио (Бергамо, 16,0 млн), Неаполь (12,4 млн), Венеция (11,3 млн), Катания (10,7 млн). Грузооборот итальянских аэропортов в сумме составил 1,09 млн т, из них 672 тыс. т пришлось на Мальпенсу.
Во внутренних перевозках грузов и пассажиров главную роль играет автомобильный транспорт, на втором месте — железнодорожный. По протяжённости железных дорог Италия занимает 15-е место в мире (18,5 тыс. км, из них 12,9 тыс. км электрифицировано); основной оператор железнодорожных перевозок — государственное предприятие Ferrovie dello Stato Italiane. Протяжённость автомобильных дорог составляет 228,9 тыс. км (19-е место в мире). Густая сеть современных шоссе и железных дорог связывает города Северной Италии.
По состоянию на 2023 год под итальянским флагом ходило 1276 судов, из них 6 контейнеровозов, 17 балкеров и 95 танкеров. В Италии насчитывается 123 порта, из них 12 крупных, среди них Джоя-Тауро (59-й крупнейший в мире по грузообороту) и Генуя (80-й), а также Бриндизи, Ливорно, Мессина, Неаполь, Сиракузы, Специя, Таранто, Триест и Чивитавеккья.

### Розничная торговля
Крупнейшими сетями розничной торговли Италии по размеру выручки за 2022 год были:
- Conad — 18,45 млрд евро, 3400 торговых точек (супермаркеты, гипермаркеты, дискаунтеры);
- Selex[итал.] — 18,2 млрд евро, объединяет 18 сетей, включая Famila, A&O и C+C, 2417 торговых точек;
- Coop[англ.] — 16,1 млрд евро, объединение 7 торговых кооперативов;
- Gruppo Végé[итал.] — 12,7 млрд евро, 3836 торговых точек под названиями Tosano, Bennet, Multicedi, Arena, Gruppo Isa, Vega, Moderna и Piccolo;
- Esselunga[англ.] — 8,4 млрд евро, 180 гипермаркетов;
- EuroSpin[англ.] — 7 млрд евро, 1150 дискаунтеров;
- Lidl — 6,5 млрд евро, 700 торговых точек, филиал сети из Германии;
- CRAI[англ.] — 6,1 млрд евро, 3700 торговых точек;
- Carrefour — 4,4 млрд евро, 1500 торговых точек, филиал французской сети;
- Despar — 4,14 млрд евро, 1374 торговых точек, филиал нидердской сети Spar.

### Туризм
Италия вляется пятым по популярности направлением международного туризма (свыше 50 млн человек в год). Наибольшее число посетителей прибывает из Германии, Франции, Великобритании, Австрии и Швейцарии. Оборот отрасли составляет около 100 млрд евро в год, более половины оборота от туризма приходится на внутренний туризм. В отрасли занятио 2,1 млн человек.
Среди самых посещаемых мест Рим, Флоренция, Амальфитанское побережье, Венеция, Чинкве-Терре, Капри, Сорренто, Милан, озеро Гарда, Тоскана, Ассизи, Сицилия, Помпеи, Верона, Сардиния, озеро Комо, Портофино, Матера, Болонья и Турин.

### Финансы
Функции центрального банка выполняет Банк Италии. В Италии базируется старейший из ныне действующих банков — Monte dei Paschi di Siena. В сотню крупнейших банков мира по размеру активов в 2023 году входили Intesa Sanpaolo (36-е место) и UniCredit (41-е место). В число крупных итальянских банков входят также государственный инвестиционный банк Cassa Depositi e Prestiti, частный инвестиционный банк Mediobanca, группа кооперативных банков Banco BPM, почтовый банк в составе Poste italiane.
Крупнейшей страховой компанией страны является Assicurazioni Generali, помимо Италии ведущая деятельность в Германии и ряде других стран. На втором месте страхового рынка — Unipol.
Главным фондовым рынком является Итальянская фондовая биржа (Borsa Italiana), с 2021 года принадлежащая Euronext, её основной индекс — FTSE MIB.

## Внешнеэкономические связи
В 2022 году Италия занимала 7-е место в мире по объёму экспорта (634 млрд долларов). Основными категориями экспортируемых товаров были упакованные медикаменты (34,4 млрд долларов), нефтепродукты (24,6 млрд долларов), автомобили (16,4 млрд долларов), автомобильные комплектующие (14,8 млрд долларов) и вакцины (11,8 млрд долларов). Основными направлениями экспорта были Германия (78,5 млрд долларов), США (68,2 млрд долларов), Франция (63,8 млрд долларов), Испания (32,8 млрд долларов) и Великобритания (28,5 млрд долларов). Италия была крупнейшим в мире экспортёром неглазурованной керамики (5,35 млрд долларов), макаронных изделий (4,16 млрд долларов), прогулочных катеров (3,5 млрд долларов) и переработанных помидоров (2,55 млрд долларов).
По импорту Италия была на 9-м месте в мире (671 млрд долларов), таким образом, торговый баланс был отрицательным (-37 млрд долларов). Наиболее крупными статьями импорта были природный газ (67,6 млрд долларов), нефть (51 млрд долларов), автомобили (25,4 млрд долларов), упакованные медикаменты (20,7 млрд долларов) и нефтепродукты (12,3 млрд долларов). Главным источником импорта была Германия (90,7 млрд долларов), далее следовали Франция (56,4 млрд долларов), Китай (56,1 млрд долларов), Нидерланды (34,5 млрд долларов) и Испания (32,1 млрд долларов). Италия была крупнейшим в мире импортёром горячекатанного чугуна (5,5 млрд долларов), оливкового масла (2,17 млрд долларов) и табачных изделий (1,89 млрд долларов).
Приток прямых иностранных инвестиций в 2022 году составил 19,9 млрд долларов (в 2020 и 2021 году наблюдался их отток), объём накопленных иностранных инвестиций составил 448 млрд долларов. На иностранные компании приходилось 18 % ВВП. Италия занимает весьма скромное место по привлекательности для капиталовложений, в частности на 41-м месте из 63 стран по конкурентоспсобности, 26-я из 132 стран по индексу инновационности и 81-я из 184 стран по экономической свободе. Основными слабыми местами являются высокие налоги и стоимость административных услуг, сравнительно дорогая рабочая сила, коррупция, организованная преступность и неоднородность уровня развития регионов, слабая банковская система, недостаточная охрана интеллектуальной собственности. Из преимуществ выделяются развитая промышленная и транспортная инфраструктура, квалифицированная рабочая сила, расположение на персечении Европы, Северной Африки и Ближнего Востока.

## Теневая экономика и мафия
По отношению теневой экономики к ВВП (около 20 %) Италия занимает второе место в мире после Греции. По другим оценкам, размер теневой экономики в Италии составляет около 200 млрд евро (174 млрд евро в 2021 году). Из этой суммы на работу без оформления приходится 68 млрд евро. По данным Института статистики Италии, в 2015 году без контракта работало 3,7 млн человек. Широко распространена (особенно на юге Италии) практика пошива одежды и изделий из кожи на дому или в небольших мастерских, в том числе для известных производителей предметов роскоши.
Значительную роль в политике и экономике Италии играет мафия. Есть 4 основные организации: Коза ностра, Ндрангета, Каморра и Апулианская организованная преступность (Сакра Корона Унита и другие группировки). Их деятельность как в Италии, так и на международном уровне включает контрабанду наркотиков, отмывание денег, присвоение государственных средств через коррупцию, подделка товаров и денежных знаков, контрабанда токсичных отходов для незаконного сброса. Полностью отнести их деятельность к теневой экономике нельзя, поскольку они имеют отлаженные механизмы легализации через инвестиции в бизнес, в частности широко применяются инвестиции в возобновляемую энергетику и торговлю через интернет. Наибольший экономический вес имеет Ндрангета, её оборот в 2021 году оценивался в 72 млрд долларов, из них более половины приходилось на контрабанду кокаина в Европу.

## Компании

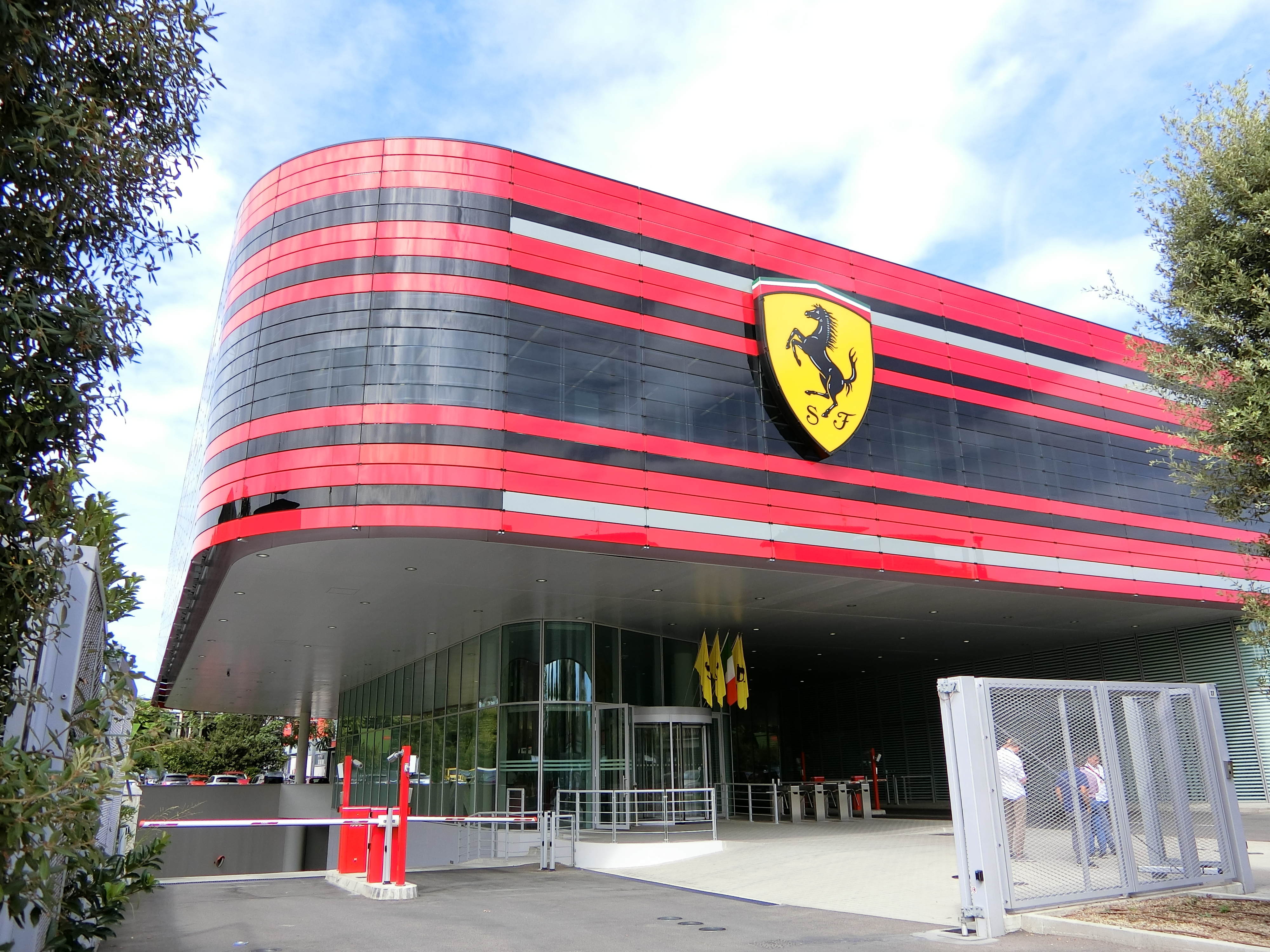
Ferrari является самым сильным брендом в мире по данным ежегодного исследования Global 500, опубликованном в британской газете Brand Finance в 2014 году

Наиболее крупные компании страны по секторам: Fiat, CNH Industrial, Ducati, Piaggio (машиностроение); Pirelli (производство шин); Enel, Edison, A2A, Terna (энергетика); Eni (нефтехимия); Candy, Indesit, De'Longhi (бытовая техника); Leonardo вобравшая в себя компании Alenia Aermacchi, AgustaWestland и Oto Melara (оборонная промышленность); Avio, Telespazio (космическая промышленность); Beretta, Benelli Armi (производство оружия); Armani, Versace, Dolce & Gabbana, Gucci, Benetton, Diesel, Prada, Luxottica, YOOX (индустрия моды); Ferrero, Barilla, Autogrill, Perfetti Van Melle, Campari, Parmalat (пищевая промышленность); Techint, Lucchini, Gruppo Riva, Danieli (сталелитейная промышленность); Prysmian, Salini Impregilo, Italcementi, Buzzi Unicem, Astaldi (строительство); STMicroelectronics (электроника); Telecom Italia, Mediaset (связь); Assicurazioni Generali, Unipol (страхование); UniCredit, Intesa Sanpaolo (банковское дело); Ferrari, Maserati, Lamborghini (производство спортивных автомобилей); Fincantieri, Ferretti, Azimut (судостроение).
Из 500 крупнейших мировых компаний по объёму выручки, представленных на мировом фондовом рынке по данным Fortune Global 500, в 2014 году на Италию приходится 9 компаний.
| Номер | Компания               | Штаб-квартира | Сектор            |
| ----- | ---------------------- | ------------- | ----------------- |
| 22    | Eni                    | Рим           | нефть             |
| 24    | Exor                   | Турин         | автомобили        |
| 48    | Assicurazioni Generali | Триест        | страхование       |
| 56    | Enel                   | Рим           | электроэнергетика |
| 200   | Intesa Sanpaolo        | Турин         | банковское дело   |
| 204   | UniCredit              | Милан         | банковское дело   |
| 319   | Telecom Italia         | Рим           | телекоммуникации  |
| 336   | Poste italiane         | Рим           | почтовые услуги   |
| 439   | Unipol                 | Болонья       | страхование       |

## Доходы населения
По состоянию на 2018 год средний размер оплаты труда в Италии составил €2595 (брутто) и €1878 в месяц без учёта социальных и частных льгот (нетто). По данным ОЭСР, в 2022 году средний размер оплаты труда в Италии составил €2821,25 (брутто) и €2008,5 (нетто) в месяц.

### 2022
Средний доход семьи в 2022 году в Италии составил 31 500 евро в год (гросс), что значительно меньше по сравнению с Германией (45 500 евро) и Францией (41 700 евро). Такой уровень дохода связан с большим количеством работы на неполный рабочий день (57,9 %), что является наивысшим показателем в еврозоне и высокой долей временных работ (16,9 %).
В 2022 году 15,27 % налогоплательщиков Италии (6,4 млн человек) задекларировали 35 000 евро и выше годового дохода. При этом они заплатили 63,4 % всего подоходного налога, удержанного в 2022 году в государственный бюджет Италии.
40,35 % налогоплательщиков (17 млн человек) задекларировали 15 000 евро и менее годового дохода, заплатив 1,29 % подоходного налога.
75,80 % налогоплательщиков задекларировали до 29 000 евро дохода в год.

### 2023
В 2023 году мужчины в среднем зарабатывали 643 евро в неделю, женщины — 501 евро.
Граждане ЕС получали в среднем 582 евро в неделю, граждане стран, не являющихся членами ЕС — 385 евро в неделю. Количество иностранцев составило 10,7 % от занятых.
В 2023 году 32 % семей потратили весь доход за год, не сделав сбережений.

### 2024
По данным Всеобщей итальянской конфедерации труда, на 2024 год 5,7 млн итальянцев зарабатывают меньше 11 000 евро в год (гросс, до уплаты налогов).
За 10 месяцев 2024 года 46 % итальянцев могли позволить себе сделать сбережения. Тогда как 34 % семей потратили весь доход за год.

## Миллиардеры
По состоянию на 2024 год самыми богатыми итальянцами были:
- Джованни Ферреро — владелец кондитерской компании Ferrero ($42,8 млрд);
- Андреа Пигнатаро — основатель и глава британской компании в области финансовой аналитики ION Group ($26,8 млрд);
- Джорджо Армани — модельер и основатель компании Giorgio Armani ($11,2 млрд);
- Джанкарло Девасини — главный финансовый директор и (предположительно) основатель компании Tether Limited, выпускающей криптовалютные токены Tether ($9,2 млрд);
- Феррари, Пьеро — сын основателя и владелец доли в компании Ferrari ($8,8 млрд);
- Массимилиана Ландини Алеотти[англ.] — владелица фармацевтической компании Menarini Group ($7,4 млрд);
- Патрицио Бертелли[англ.] и Миучча Прада — владельцы и руководители компании Prada ($6,5 млрд);
- Серджо Стеванато[англ.] — сын основателя и президент производителя тары для медикаментов Stevanato Group[англ.] ($6,4 млрд);
- Паоло Рокка[англ.] и Джанфеличе Рокка[англ.] — внуки основателя и управляющие итало-аргентинского промышленного конгломерата Techint ($5,3 млрд);
- Франческо Гаэтано Кальтаджироне[англ.] — основатель и владелец строительной компании Caltagirone ($4,8 млрд).